# Temni turizem
Tèmni turízem (tudi temačni, mračni, črni ali žalostni turizem) je bil opredeljen kot turizem, ki vključuje potovanja v kraje, ki so bili zgodovinsko povezani s smrtjo in tragedijo. Vendar ni vsak turist, ki obišče te kraje »temni turist«. Potrebno je upoštevati razloge, zaradi katerih pridejo. Glavna privlačnost temnih lokacij je njihova zgodovinska vrednost in ne njihova povezanost s smrtjo in trpljenjem. »Temni turizem« moramo razumeti metaforično, v smislu »temačnega poglavja zgodovine«.

## Akademske razprave
Že od nekdaj obstaja tradicija, da ljudje obiskujejo nedavna in stara prizorišča smrti, kot so na primer potovanja v Rim, da so si lahko ogledali igre gladiatorjev. Ali pa obiskovanje javnih usmrtitev, ko so ljudi obglavljali ali obešali in obisk katakomb.
Ta praksa je bila akademsko raziskovana šele pred kratkim, vendar vseeno pravijo, da je obiskovanje in zanimanje za takšne kraje v človeški naravi. »To so pomembni kraji, ki nam veliko povedo, kaj pomeni biti človek, pomembna pa so predvsem zato, ker lahko tako razumemo hudobije, katere smo sposobni« -  J. John Lennon, profesor turizma na Glasgow Caledonian Univerzi.

### Nekaj podkategorij temnega turizma[4]
Holokavst turizem – obisk koncentracijskih taborišč in obisk mest, kjer so Nacisti vse načrtovali.
Turizem hladne vojne in železne zavese – iskanje ostankov berlinskega zidu in muzejev ob nekdanji železni zavesi.
Turizem zaporov in preganjanja – nekdanji zapori KGB (npr. v Litvi), mesta gulaga v Rusiji in številni drugi kraji, kjer so bili preganjani.
Turizem na območju katastrof – mesta vulkanskega uničenja (npr. Pompeji) ponavadi ostanejo dlje časa vidna po nesreči, medtem ko so sledovi številnih drugih naravnih nesreč, kot so poplave, nevihte, požari, potresi itd., pogosto le začasne.

## Neodobravanje
Največkrat se ne odobrava nespoštljivo vedenje turistov, kot je delanje selfijev na mestih tragedij, prekomerno smejanje in kraja še tako majhnih stvari (trske postelj iz Auschwitza), ki so del zgodovine. Primerno pa je, da se spoštljivo in razsvetljeno turistično udejstvujejo z zgodovino in vsemi njenimi temnimi kraji, na poučen način.
Pomembno je, da se tako upravljavci kot turisti primerno obnašajo in ne izkoriščajo takšnih krajev. Iz njih je pomembno, da se učimo in ne da iščemo v njih zgolj dobiček.

## Primeri krajev[5]
Ruševine v Pompejih - zaradi velike količine pepela, ki je prekril mesto, se je lahko tako dobro ohranilo, skoraj dva tisoč let pozneje. Izbruh, ki je bil tisočkrat močnejši od bombe v Hirošimi, je prinesel močno opustošenje.
Zvezni zapor v Alcatrazu - zloglasna nekdanja zvezna kazenska enota z največjo varnostjo. Številne njene celice so ostale take, kot so bile pri odprtju.
Černobil - najhujša jedrska nesreča na svetu se je zgodila za zaprtimi vrati železne zavese, 25. in 26. aprila 1986, na oddaljenem jedrskem reaktorju v Černobilu. Znanstveniki ocenjujejo, da bo trajajo do 20.000 let, da bo kraj postal bivalni.
Spomenik in muzej v Auschwitzu - največje nemško nacistično koncentracijsko taborišče, ki je bilo kdajkoli zgrajeno. Auschwitz je svetovni simbol terorizma in genocida, ki je izgubilo življenje več kot 1,1 milijona moških, žensk in otrok. Deluje kot bistveni opomnik in orodje izobraževanja, da bi poskušali preprečiti, da bi se taka grozodejstva ponovila.
Spomenik in muzej za 11. september - spomin na 2.977 ljudi, ubitih v terorističnih napadih 11. septembra 2001, in na šest ljudi, ubitih v bombnem napadu World Trade Centra februarja 1993. Tam kjer sta včasih bili stavbi »Dvojčka«, so sedaj bazeni in nosijo imena vsake žrtve.

## Seznam virov
1. ↑  Foley, Malcolm; Lennon, J. John (1. december 1996). »JFK and dark tourism: A fascination with assassination«. International Journal of Heritage Studies. Zv. 2, št. 4. str. 198–211. doi:10.1080/13527259608722175. ISSN 1352-7258.
2. ↑  »home - Dark Tourism - the guide to dark travel destinations around the world«. www.dark-tourism.com. Pridobljeno 29. aprila 2020.
3. ↑  »Dark tourism, explained: Why visitors flock to sites of tragedy«. Washington Post (v angleščini). Pridobljeno 29. aprila 2020.
4. ↑  »categories - Dark Tourism - the guide to dark travel destinations around the world«. www.dark-tourism.com. Pridobljeno 29. aprila 2020.
5. ↑  Madden, Duncan. »Dark Tourism: Are These The World's Most Macabre Tourist Attractions?«. Forbes (v angleščini). Pridobljeno 29. aprila 2020.